# Маляренко Грицько
Маляре́нко Грицько́ — український живописець XVIII століття.

## Біографічні відомості
Був учнем малярні Києво-Печерської лаври. У лаврському кужбушку XIX-120 / 8448 збереглося 176 його малюнків тушшю. Підписи під малюнками як повні: «Грицько рисовав», «рисовав Грицько Маляренко», так і скорочені ГР, РГМ. Деякі малюнки датовані 1753, 1754 та 1755 роками. У кужбушку XIX-68 / 8393 зберігся малюнок фехтувальника з підписом «Грицько» (аркуш 51) та малюнок трьох драгунів з підписом «Грицько Маляренко рисовал подольский» (аркуш 53).

## Вибрані малюнки
Кужбушок XIX-120 / 8448:
- Карикатурний малюнок чоловіка з хлопцем на спині (аркуш 1),
- Скелети (аркуш 24),
- Фантастичні риби (аркуші 33, 34а, 43а),
- Рибак з сіткою (аркуш 41а),
- Нага натура (аркуш 94а),
- Знаменіє над містом Шльонськом (аркуш 50а),
- Алегорія дня і ночі (аркуш 100а),
- Портрети (аркуші 9, 13),
- Жіноче погруддя (аркуш 32),
- Сивілла (аркуш 107),
- Христос (аркуші 7, 9а, 12а, 88, 90, 95а, 99, 112),
- Бог-отець (аркуші 2а, 8, 50),
- Богородиця-мадонна (аркуші 5а, 11а, 14, 34, 49, 60, 65, 83а, 84а, 87а, 89, 92, 96а, 11а),
- Йосип Прекрасний (аркуш 43а),
- Недріманне око (аркуш 109),
- Плат Вероніки (аркуш 53) та багато інших.

## Джерело
- Жолтовський П. М. Словник-довідник художників, що працювали на Україні в XIV–XVIII ст. / Художнє життя на Україні в XVI–XVIII ст. — К.: Наук. думка, 1983. — с. 145–146.